# She's Gotta Have It (serie televisiva)
She's Gotta Have It è una serie televisiva statunitense creata da Spike Lee per Netflix e basata sul film del 1986 Lola Darling, diretto e interpretato da Spike Lee. 
La serie ha debuttato il 23 novembre 2017 in tutti i paesi in cui il servizio on demand Netflix è disponibile.

## Trama
La serie, ambientata ai giorni nostri nel quartiere di Fort Greene, Brooklyn, racconta la storia di una donna e dei suoi tre amanti. Nola Darling, pittrice e ritrattista di talento alla perenne ricerca della propria affermazione professionale, vive liberamente e in modo emancipato la propria sessualità senza volersi legare a nessuno di loro, rivendicando la propria libertà di scelta e rifiutando di essere catalogata in un qualsiasi stereotipo. I suoi tre amanti - Jamie Overstreet, consulente finanziario, maturo, protettivo ma un po' noioso; Greer Childs, fotografo, vanitoso fino all'eccesso e narcisista convinto; Mars Blackmon, hipster divertente, spiritoso e volgarmente liberatorio - sono invece rappresentati in modo volutamente stereotipato: di essi Nola apprezza i pregi, chiudendo volutamente un occhio sui difetti. Sullo sfondo della vita del quartiere emergono i temi dell'emancipazione femminile e del libero pensiero, della parità dei diritti e della tendenza maschile a considerare le donne come oggetti.

## Personaggi e interpreti

### Principali
- Nola Darling (stagioni 1-in corso), interpretata da DeWanda Wise, doppiata da Debora Magnaghi.
- Mars Blackmon (stagioni 1-in corso), interpretato da Anthony Ramos, doppiato da Andrea Oldani.
- Jamie Overstreet (stagioni 1-in corso), interpretato da Lyriq Bent, doppiato da Alessandro Maria D'Errico.
- Greer Childs (stagioni 1-in corso), interpretato da Cleo Anthony, doppiato da Andrea Mete.
- Shemekka Epps (ricorrente stagione 1, stagioni 2-in corso), interpretata da Chyna Layne, doppiata da Deborah Morese.

### Ricorrenti
- Clorinda Bradford (stagioni 1-in corso), interpretata da Margot Bingham, doppiata da Domitilla D'Amico.
- Opal Gilstrap (stagioni 1-in corso), interpretata da Ilfenesh Hadera, doppiata da Beatrice Caggiula.
- Vicky Street (stagioni 1-in corso), interpretata da Kim Director.
- Sheryl Overstreet (stagioni 1-in corso), interpretato da Sydney Morton, doppiata da Patrizia Mottola.
- Rachel (stagioni 1-in corso), interpretata da Elise Hudson.
- Raqueletta Moss (stagioni 1-in corso), interpretata da De'Adre Aziza, doppiata da Cristina Giolitti.
- Papo (stagioni 1-in corso), interpretato da Elvis Nolasco, doppiato da Luca Ghignone.
- Dott.ssa Jamison (stagioni 1-in corso), interpretata da Heather Headley, doppiata da Stefania Patruno.
- Winnie Win (stagioni 1-in corso), interpretato da Fat Joe, doppiato da Luigi Ferraro.
- Danton Philip (stagioni 1-in corso), interpretato da James McCaffrey, doppiato da Luca Semeraro.

## Episodi
| Stagione         | Episodi | Pubblicazione USA | Pubblicazione Italia |
| ---------------- | ------- | ----------------- | -------------------- |
| Prima stagione   | 10      | 2017              | 2017                 |
| Seconda stagione | 9       | 2019              | 2019                 |